# Vuyyūru
Vuyyūru är en ort i Indien.   Den ligger i distriktet Krishna och delstaten Andhra Pradesh, i den södra delen av landet, 1 400 km söder om huvudstaden New Delhi. Vuyyūru ligger 18 meter över havet och antalet invånare är 36 755.
Terrängen runt Vuyyūru är mycket platt. Runt Vuyyūru är det tätbefolkat, med 476 invånare per kvadratkilometer. Närmaste större samhälle är Gudivada, 18,0 km öster om Vuyyūru. Trakten runt Vuyyūru består till största delen av jordbruksmark.